# Ron Atkinson
Ronald Frederick Atkinson (sinh ngày 18 tháng 3 năm 1939), thường được gọi là Big Ron, là một cựu cầu thủ và huấn luyện viên bóng đá người Anh. Trong những năm 1990 và đầu những năm 2000, Atkinson là một trong những huấn luyện viên bóng đá nổi tiếng ở nước Anh. Ron Atkinson đã dành phần lờn sự nghiệp chơi bóng của mình cho câu lạc bộ Oxford United, nơi ông giữ kỷ lục ra sân nhiều nhất cho đội bóng này. Trên vai trò huấn luyện viên, Atkinson đã giành cúp FA cùng Manchester United vào năm 1983 và 1985; Cúp Liên đoàn Anh cùng câu lạc bộ Sheffield Wednesday năm 1991 và với Aston Villa vào năm 1994.

## Thống kê sự nghiệp huấn luyện
| Đội                  | Từ                      | Đến                      | Tổng số | Tổng số | Tổng số | Tổng số | Tổng số       |
| Đội                  | Từ                      | Đến                      | ST      | T       | H       | B       | Tỷ lệ % thắng |
| -------------------- | ----------------------- | ------------------------ | ------- | ------- | ------- | ------- | ------------- |
| Thị trấn Kettering   | 14 tháng 12 năm 1971    | 22 tháng 11 năm 1974     |         |         |         |         |               |
| Cambridge United     | 22 tháng 11 năm 1974    | 12 tháng 1 năm 1978      | 146     | 68      | 36      | 42      | 46,6          |
| West Bromwich Albion | 12 tháng 1 năm 1978     | Ngày 9 tháng 6 năm 1981  | 159     | 70      | 36      | 53      | 44,0          |
| Manchester United    | Ngày 9 tháng 6 năm 1981 | Ngày 6 tháng 11 năm 1986 | 292     | 146     | 67      | 79      | 50,0          |
| West Bromwich Albion | Ngày 3 tháng 9 năm 1987 | 12 tháng 10 năm 1988     | 53      | 15      | 23      | 15      | 28.3          |
| Atlético Madrid      | 12 tháng 10 năm 1988    | 16 tháng 1 năm 1989      | 12      | 6       | 3       | 3       | 50,0          |
| Sheffield Wednesday  | 14 tháng 2 năm 1989     | 6 tháng 6 năm 1991       | 118     | 49      | 34      | 35      | 41,5          |
| Aston Villa          | 7 tháng 6 năm 1991      | 10 tháng 11 năm 1994     | 178     | 77      | 56      | 45      | 43.3          |
| Coventry City        | 15 tháng 2 năm 1995     | Ngày 5 tháng 11 năm 1996 | 74      | 19      | 28      | 27      | 25,7          |
| Sheffield Wednesday  | 14 tháng 11 năm 1997    | 17 tháng 5 năm 1998      | 27      | 9       | 11      | 7       | 33.3          |
| Nottingham Forest    | 11 tháng 1 năm 1999     | 16 tháng 5 năm 1999      | 16      | 4       | 10      | 2       | 25.0          |
| Tổng cộng            | Tổng cộng               | Tổng cộng                | 1.078   | 464     | 306     | 308     | 43,0          |

## Danh hiệu

### Huấn luyện viên
Manchester United
- Cúp FA: 1982-83, 1984-85
- Siêu cúp Anh: 1983

Sheffield Wednesday
- Cúp Liên đoàn: 1990-91

Aston Villa
- Cúp Liên đoàn: 1993-94

Cá nhân
- Huấn luyện viên xuất sắc nhất tháng Giải bóng đá Ngoại hạng Anh: Tháng 3 năm 1995.[5]